# Hibbertia salicifolia
Hibbertia salicifolia är en tvåhjärtbladig växtart som först beskrevs av Dc., och fick sitt nu gällande namn av F. Müll. Hibbertia salicifolia ingår i släktet Hibbertia och familjen Dilleniaceae. Inga underarter finns listade i Catalogue of Life.